# Team Ecuador/Saison 2015
Dieser Artikel listet Erfolge und Fahrer des Radsportteams Team Ecuador in der Saison 2015 auf.

## Erfolge in der UCI America Tour
| Datum  | Rennen                     | Kat. | Fahrer      |
| ------ | -------------------------- | ---- | ----------- |
| 2. Mai | 5. Etappe Mexiko-Rundfahrt | 2.2  | Byron Guamá |

## Erfolge in der UCI Europe Tour
| Datum      | Rennen                                                  | Kat. | Fahrer      |
| ---------- | ------------------------------------------------------- | ---- | ----------- |
| 7. März    | 1. Etappe Troféu Alpendre Internacional do Guadiana     | 2.2  | Jordi Simón |
| 7.–8. März | Gesamtwertung Troféu Alpendre Internacional do Guadiana | 2.2  | Jordi Simón |

## Abgänge – Zugänge
| Zugänge                     | Team 2014              | Abgänge                    | Team 2015                               |
| --------------------------- | ---------------------- | -------------------------- | --------------------------------------- |
| João Gaspar                 | Ironage-Colner         | Jonathan Caicedo           | Strongman-Campagnolo                    |
| Jefferson Cepeda            | Neoprofi               | José Bone (bis 21. August) | Unbekannt                               |
| Luis Jaramillo (ab 2. Juli) | Neoprofi               | João Gaspar (bis 1. Juli)  | Funvic Brasilinvest-São José dos Campos |
| Daniel Dominguez            | Christina Watches-Kuma |                            |                                         |
| José Bone                   |                        |                            |                                         |
| Esteban Villareal           | Neoprofi               |                            |                                         |

## Mannschaft
| Name                  | Geburtstag         | Nationalität |
| --------------------- | ------------------ | ------------ |
| José Bone             | 7. Juli 1989       | Ecuador      |
| Isaac Carbonell       | 6. August 1994     | Spanien      |
| Jefferson Cepeda      | 2. März 1996       | Ecuador      |
| Daniel Dominguez      | 16. Juni 1985      | Spanien      |
| Higinio Fernández     | 6. Oktober 1988    | Spanien      |
| João Gaspar           | 19. Februar 1989   | Brasilien    |
| Byron Guamá           | 14. Juni 1985      | Ecuador      |
| Pablo Hidalgo         | 16. Juli 1989      | Ecuador      |
| Adrián Jaramillo      | 1. März 1996       | Ecuador      |
| Jorge Luis Montenegro | 26. September 1988 | Ecuador      |
| Segundo Navarrete     | 21. Mai 1985       | Ecuador      |
| Carlos Quishpe        | 21. Juli 1991      | Ecuador      |
| José Ragonessi        | 11. Dezember 1984  | Ecuador      |
| Pedro Rodríguez       | 14. Juni 1994      | Ecuador      |
| Jaume Rovira          | 3. November 1979   | Spanien      |
| Jordi Simón           | 6. September 1990  | Spanien      |
| Albert Torres         | 26. April 1990     | Spanien      |
| Henry Velasco         | 17. November 1992  | Ecuador      |
| Esteban Villareal     | 19. Mai 1996       | Ecuador      |